# Organización Nacional de Mujeres
La Organización Nacional de Mujeres (en inglés National Organization for Women) también conocida por sus siglas en inglés NOW, es la mayor organización feminista estadounidense y una de las más antiguas de la historia.
La organización está dedicada a la defensa de los derechos de las mujeres con un enfoque holístico y tiene entre sus prioridades la igualdad económica y la igualdad de derechos, la lucha por el derecho al aborto y la libertad reproductiva, la lucha contra el racismo y la intolerancia en defensa de la comunidad LGBTQIA, la lucha contra la violencia de género y el apoyo al liderazgo de las mujeres en los ámbitos político, laboral y social.
Fue cofundada en 1966 por Betty Friedan, figura central del feminismo liberal surgido a mediados del siglo XX en Estados Unidos con la particularidad de combinar el marco teórico y las acciones prácticas articuladas como movimiento organizado de mujeres.
Su sede central está en Washington y tiene más de 500,000 miembros contribuyentes y 550 capítulos en los 50 estados de EE. UU y en el Distrito de Columbia.

## Antecedentes

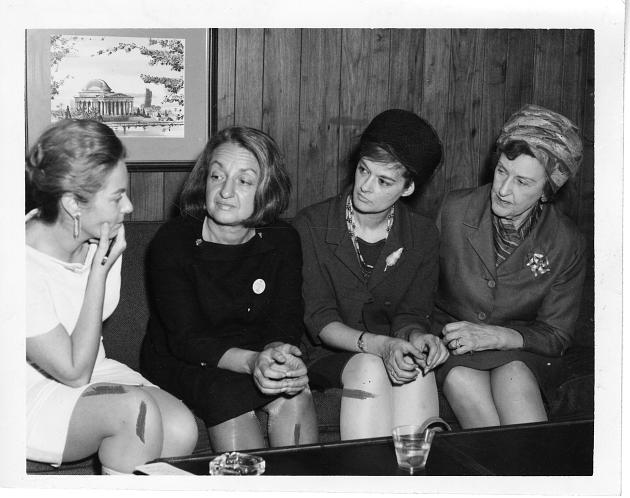
Activistas de NOW: Betty Naomi Goldstein Friedan (1921-2006) Barbara Ireton (1932-1998) y Marguerite Rawalt (1895-1989).

NOW tuvo 49 fundadoras: 28 mujeres que firmaron en junio de 1966 en el marco de la Tercera Conferencia Nacional de la Comisión sobre el Estatuto de las Mujeres y otras 21 mujeres y hombres que fueron fundadores en octubre de 1966 de la organización, en ambos casos en Washington D.C.
Entre las fundadoras más destacadas estaba Betty Friedan, autora de La mística de la feminidad, figura central del feminismo liberal, quien fue la primera presidenta de la organización.
En la declaración fundacional de octubre de 1966 se apunta:

"Nosotros, hombres y mujeres, que por este medio nos constituimos como la Organización Nacional de Mujeres, creemos que ha llegado el momento de un nuevo movimiento hacia la igualdad real para todas las mujeres en Estados Unidos, y hacia una sociedad plenamente igualitaria de los sexos, como parte de la revolución mundial de los derechos humanos que ahora tiene lugar dentro y fuera de nuestras fronteras nacionales".[1]
National Organization for Women (N.O.W.) Declaración de Principios 1966

## Objetivos
La Fundación se centra en una amplia gama de temas relacionados con los derechos de las mujeres, incluida la justicia económica, la igualdad salarial, la discriminación racial, la salud y la imagen corporal de las mujeres, las mujeres con discapacidad, los derechos reproductivos y la justicia, el derecho de familia, el matrimonio y la formación de familias entre personas del mismo sexo, la representación de la mujer en los medios de comunicación y las cuestiones feministas globales.

## Trayectoria
Durante sus primeros años, la posición de la NOW sobre los derechos de las lesbianas creó controversias entre sus miembros, hasta que, durante la Conferencia Nacional de 1971, las activistas votaron a favor de reconocer estos derechos como una cuestión feminista.
En 1992 logró convocar en Washington a 750.000 personas que reclamaron la igualdad de derechos entre hombres y mujeres y en 2004 en el transcurso de la “Marcha por la Vida de las Mujeres', reunió a 1.5 millones de seguidores.
Hoy día en NOW sigue trabajando para lograr que más mujeres tengan acceso a la educación universitaria, a cargos políticos y a oportunidades de negocio y empleo. Entre sus objetivos figuran también la lucha contra el acoso sexual, la violencia y la discriminación, además de la defensa del derecho de las mujeres y los derechos sexuales y reproductivos.

## Presidentas
1. Betty Friedan (1966–1970)
2. Aileen Hernández (1970–1971)
3. Wilma Scott Heide (1971–1974)
4. Karen DeCrow (1974–1977)
5. Eleanor Smeal (1977–1982)
6. Judy Goldsmith (1982–1985)
7. Eleanor Smeal (1985–1987)
8. Molly Yard (1987–1991)
9. Patricia Ireland (1991–2001)
10. Kim Gandy (2001–2009)
11. Terry O'Neill (2009– )